# 318P/McNaught-Hartley
318P/McNaught-Hartley è una cometa periodica appartenente alla famiglia delle comete gioviane. La cometa è stata scoperta il 5 luglio 1994 da Robert H. McNaught e Malcolm Hartley, la sua riscoperta il 29 giugno 2014 ha permesso di numerarla. È la cometa della famiglia delle comete della fascia principale col periodo di rivoluzione più lungo, 20,68 anni.